# Курская (станция метро, Кольцевая линия)
«Ку́рская» — станция Кольцевой линии Московского метрополитена. Расположена под площадью Курского Вокзала между станциями «Комсомольская» и «Таганская». Находится на территории Басманного района Центрального административного округа Москвы.
Станция открылась 1 января 1950 года в составе участка «Курская» — «Парк культуры». Названа по Курскому вокзалу, близ которого расположена. Имеет переходы на станции «Курская» Арбатско-Покровской линии и «Чкаловская» Люблинско-Дмитровской линии.

## История
Первой станцией метро у Курского вокзала стала станция «Курская» Арбатско-Покровской линии, открытая в 1938 году в составе второй очереди метрополитена.
В первоначальные планы Московского метрополитена Кольцевая линия не входила. Вместо неё планировалось строительство «диаметральных» линий с пересадками в центре города. Первый проект Кольцевой линии появился в 1934 году. Тогда планировалось построить эту линию под Садовым кольцом с 17 станциями. По проекту 1938 года планировалось построить линию значительно дальше от центра, чем построили впоследствии. Планировались станции «Усачёвская», «Калужская Застава», «Серпуховская Застава», «Завод имени Сталина», «Остапово», «Завод Серп и Молот», «Лефортово», «Спартаковская», «Красносельская», «Ржевский вокзал», «Савёловский вокзал», «Динамо», «Краснопресненская Застава», «Киевская». В 1941 году проект Кольцевой линии изменили. Теперь её планировали построить ближе к центру. В 1943 году было принято решение о внеочередном строительстве Кольцевой линии по нынешней трассе с целью разгрузки пересадочного узла «Охотный Ряд» — «Площадь Свердлова» — «Площадь Революции».
Кольцевая линия стала четвёртой очередью строительства. В 1947 году планировалось сдать линию четырьмя участками: «Центральный парк культуры и отдыха» — «Курская», «Курская» — «Комсомольская», «Комсомольская» — «Белорусская» (затем был объединён со вторым участком) и «Белорусская» — «Центральный парк культуры и отдыха». Первый участок, «Парк культуры» — «Курская», был открыт 1 января 1950 года (после его ввода в эксплуатацию в Московском метрополитене стало 35 станций), второй, «Курская» — «Белорусская», — 30 января 1952 года, и третий, «Белорусская» — «Парк культуры», замыкающий линию в кольцо, — 14 марта 1954 года. «Курская» была открыта с одним наземным вестибюлем и переходом на Арбатско-Покровскую линию, хотя первоначально планировалось открыть станцию с двумя вестибюлями.
Из южного торца станции в 1995 году был сооружён второй выход в общий вестибюль со станцией «Чкаловская».
С 3 июля 2008 года по 24 октября 2009 года наземный вестибюль был закрыт на ремонт для замены эскалаторов, а также для реконструкции и реставрации вестибюля.

## Архитектура и оформление

### Вестибюли
Станция имеет два вестибюля: северный (наземный) — совмещённый с «Курской» Арбатско-Покровской линии, и южный (подземный), совмещённый с «Чкаловской».

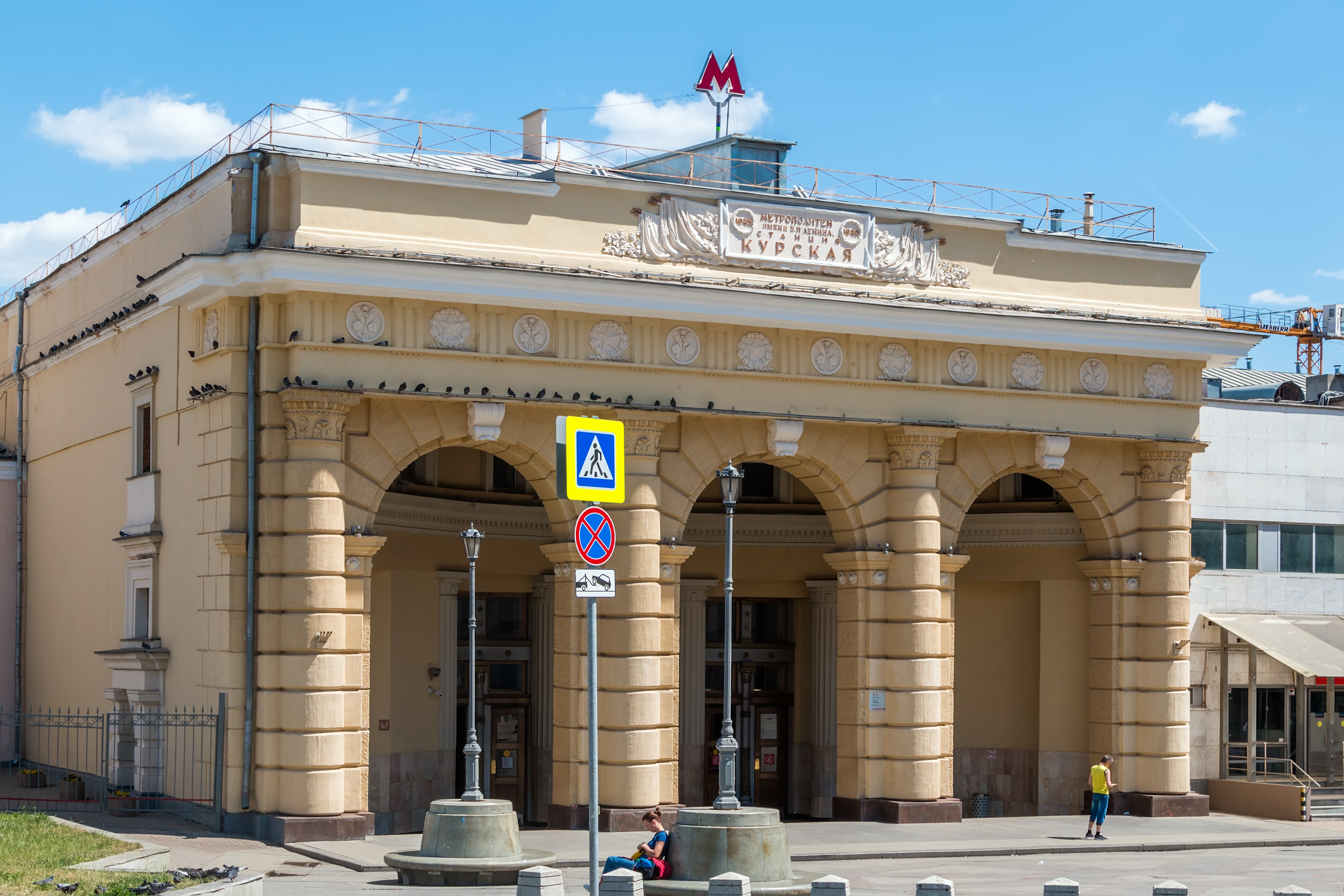
Павильон станции

Вместе со станцией была построена сложная система подземных и наземных помещений, обеспечивающих входы-выходы пересадочного узла, его связь с внутренними помещениями Курского вокзала и переходы между станциями метрополитена. Центром этого ансамбля является круглый подземный зал, в котором сходятся эскалаторный тоннель «Курской»-кольцевой (3 эскалатора типа Е55Т установлены в 2009 году), проход из эскалаторного аванзала «Курской»-радиальной, входы и выходы зала ожидания Курского вокзала и подземного кассового аванзала, связанного с наземным павильоном станции.
В центре этого подземного зала стоит мощная, круглая, развивающаяся вверх колонна (столп). Основание этой колонны как бы заглублено в пол, а углубление обведено по кругу небольшим гранитным бортиком. Поверхность столпа покрыта затейливой лепниной растительных мотивов. На ней также размещены небольшие лепные медальоны с сельскими сценками. Потолок зала опирается на столп, а также на два кольца колонн. Эти колонны — круглые, каннелированные, облицованные сургучно-красным мрамором, и квадратные, облицованные светло-кремовым мрамором. Стены зала облицованы розовым и желтоватым мрамором Газганского месторождения.
К круглому залу через переходную камеру примыкает кассовый зал. Круглый зал отделяется от кассового четырьмя пилонами, овальными в плане и расположенными длинной осью. Между ними — линия турникетов (типа УТ-2000). Кассовый зал представляет собой прямоугольное помещение, плоский потолок которого поддерживают кроме пилонов цилиндрические колонны. Этот зал оформлен в тёмных тонах. Стены, пилоны и колонны облицованы чёрным с белыми прожилками мрамором месторождения Давалу. Пол облицован плитами чёрного габбро и тёмно-серого гранита. В кассовый зал ведут три лестницы. Они расположены по его длинной стороне, напротив пилонов и турникетов. В середине находится широкая лестница, ведущая в зал ожидания Курского вокзала и в коридор под всеми железнодорожными путями к Нижнему Сусальному переулку. Стены лестничной камеры оформлены белым мрамором. По бокам от неё вдоль стен, которые оформлены сургучно-красным мрамором, идут две лестницы, связывающие кассовый зал с внутренним помещением наземного павильона.
Наземный павильон представляет собой торжественное строение с четырёхколонным портиком, арочными проёмами и орнаментированным фризом на фасаде. На фасаде вестибюля укреплены две даты «1945» и «1949», но по легенде сам И. В. Сталин передвинул дату на 1 января 1950 года, чтобы первый отрезок Кольцевой линии не стал частью торжеств в честь 70-летия вождя. Павильон строился на открытом и со всех сторон обозримом месте. Теперь же он прислонён к новому зданию Курского вокзала. Вестибюль станции интересен тем, что он имеет очень много схожих черт с храмовыми постройками. Ориентированный входом на запад и внутренней алтарной частью на восток, он открывает смысл здания — Храма Победы. За входом после прямоугольного аванзала расположено центральное двусветное помещение под сложным восьмигранным ребристым куполом. Вход в зал условно обозначен двумя прямоугольными пилонами высотой до основания купола. На их внутренних сторонах чеканка по бронзе: огромные двуручные мечи, увитые гирляндами. Купол опирается на мощные балки, уложенные на высокие круглые колонны. На этих балках есть надпись с текстом второго куплета гимна СССР:

Сквозь грозы сияло нам солнце свободы,
И Ленин великий нам путь озарил.
Нас вырастил Сталин — на верность народу
На труд и на подвиги нас вдохновил.
После XXII-го съезда КПСС в 1961 году последние две строчки были сняты, образовав асимметрию на балках. Также был демонтирован памятник Сталину в апсиде (работа скульптора Николая Томского), а чеканку на горельефе медали «За оборону Сталинграда» изменили на Волгоград в связи с переименованием города. При капитальном ремонте вестибюля в 2008—2009 годах было решено восстановить утраченные детали вместе с реставрацией здания (кроме восстановления памятника). Однако вместо восстановления полной цитаты второго куплета из гимна была восстановлена утраченная часть взамен первых двух строчек, и симметрично распределена надпись. А ночью 24 октября 2009 года полный текст был воссоздан на прежнем месте, что почти окончательно восстановило архитектурный смысл зала как «Солнца Победы».
Ряд общественных деятелей и организаций, заявивших, что подобные цитаты оскорбляют память жертв политических репрессий, потребовали демонтировать восстановленные слова гимна. В настоящее время было решено полностью восстановить второй куплет. Главный столичный архитектор А. В. Кузьмин 23 октября 2009 года провёл пресс-конференцию по поводу реставрации Курской, где сказал, что реставрация должна выполняться в точности по оригиналу.

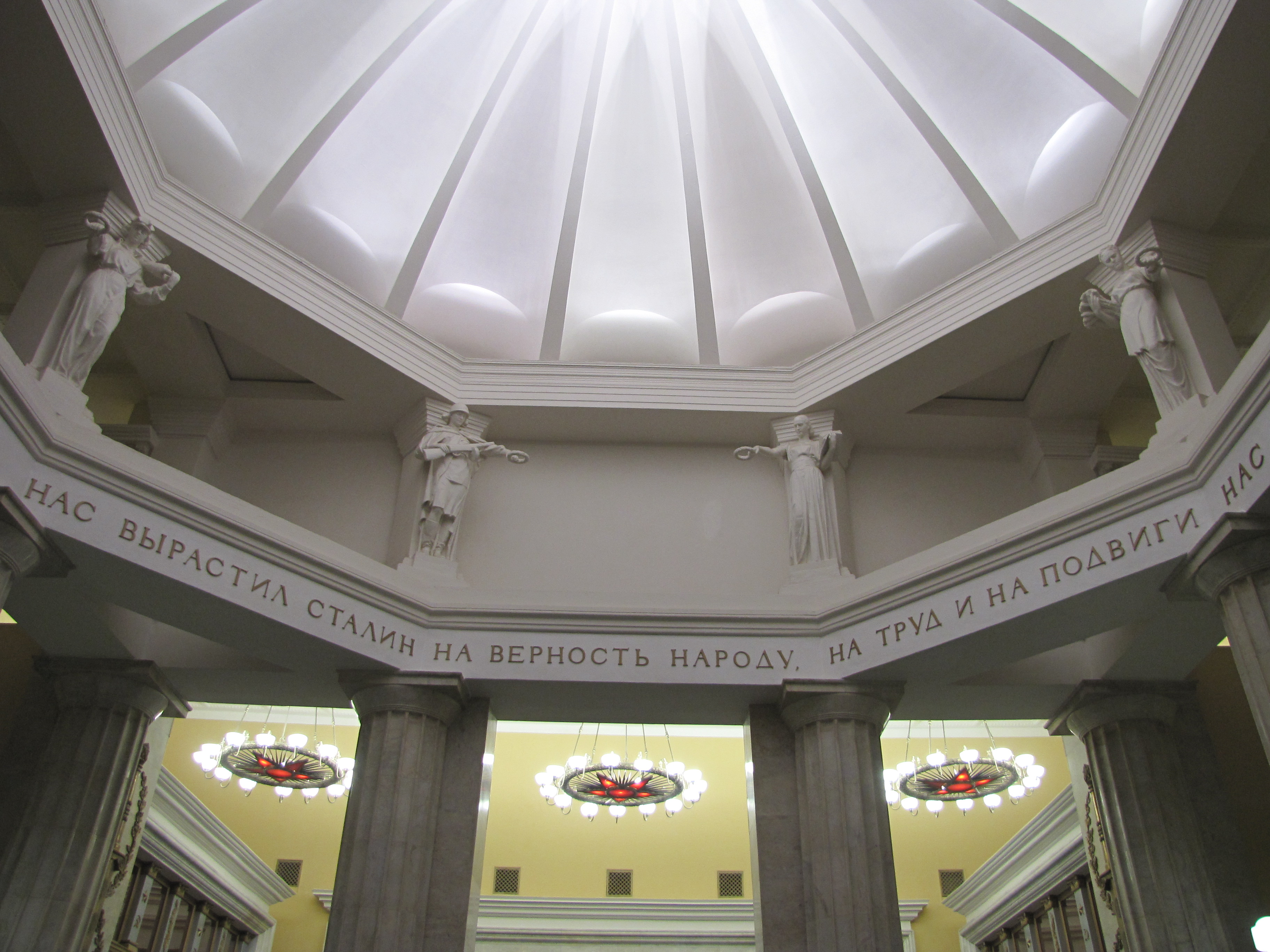
Строка о Сталине в вестибюле на своём месте
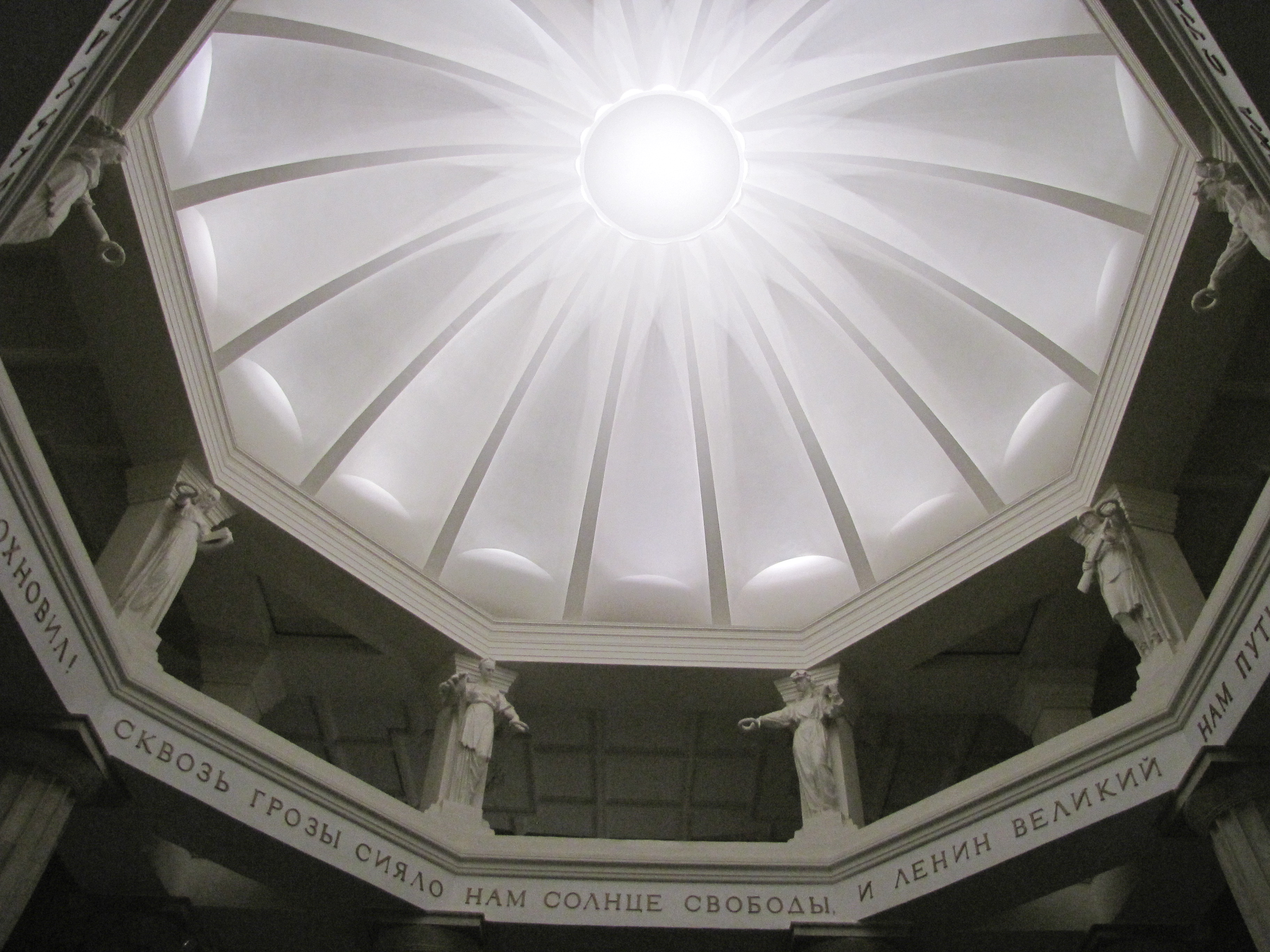
Строка о Ленине в вестибюле
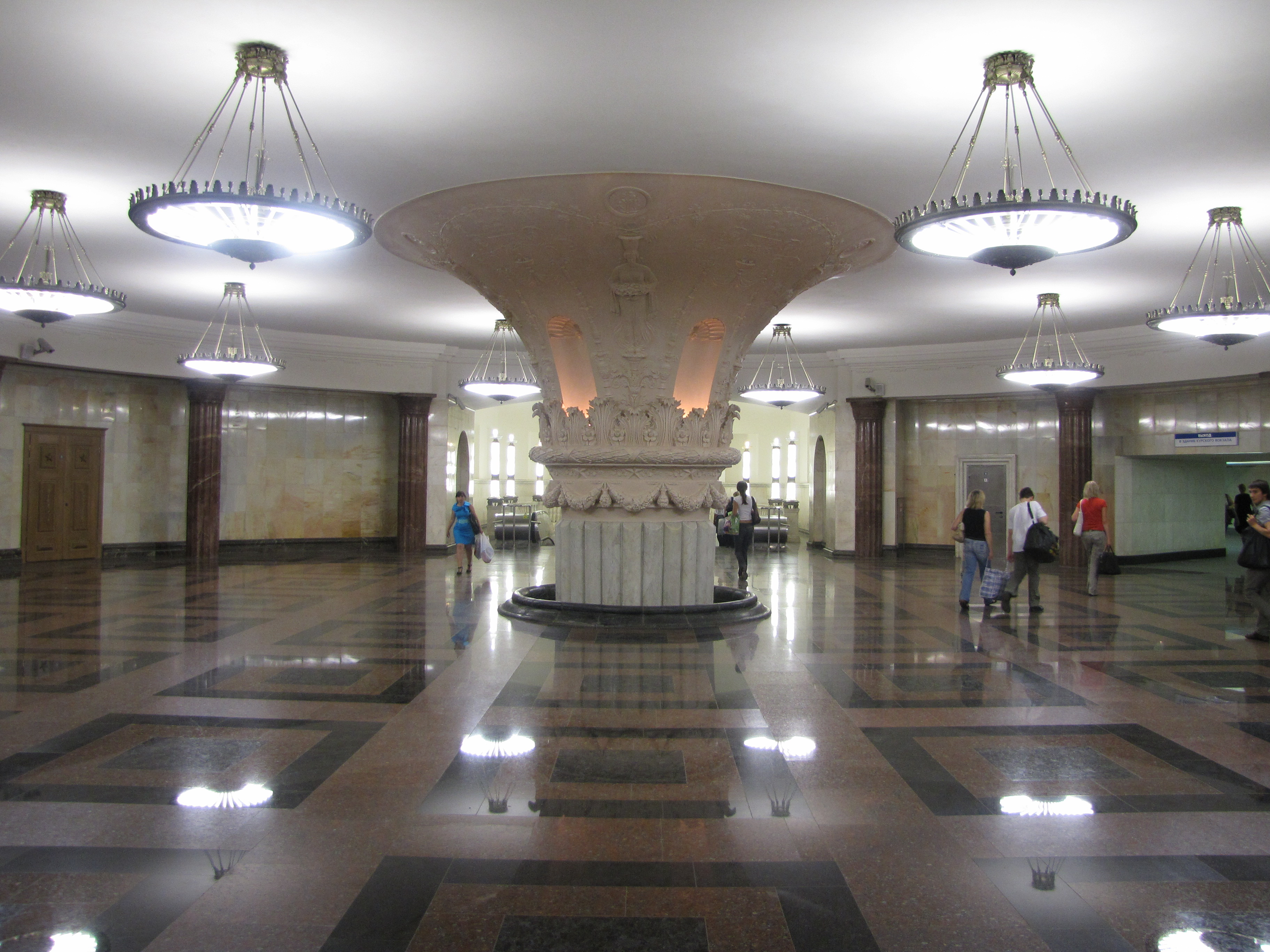
Аванзал вестибюля
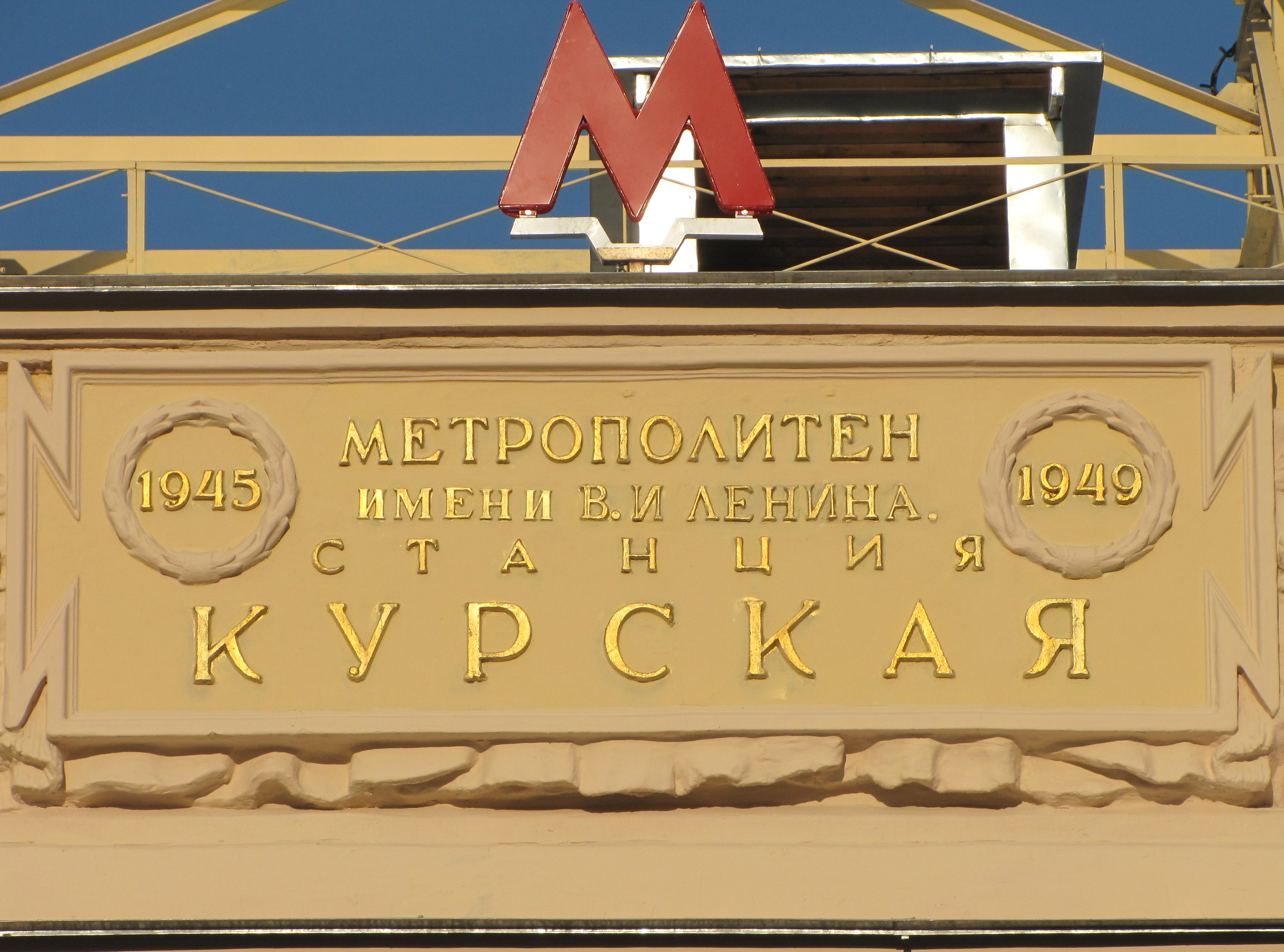
Деталь фасада вестибюля
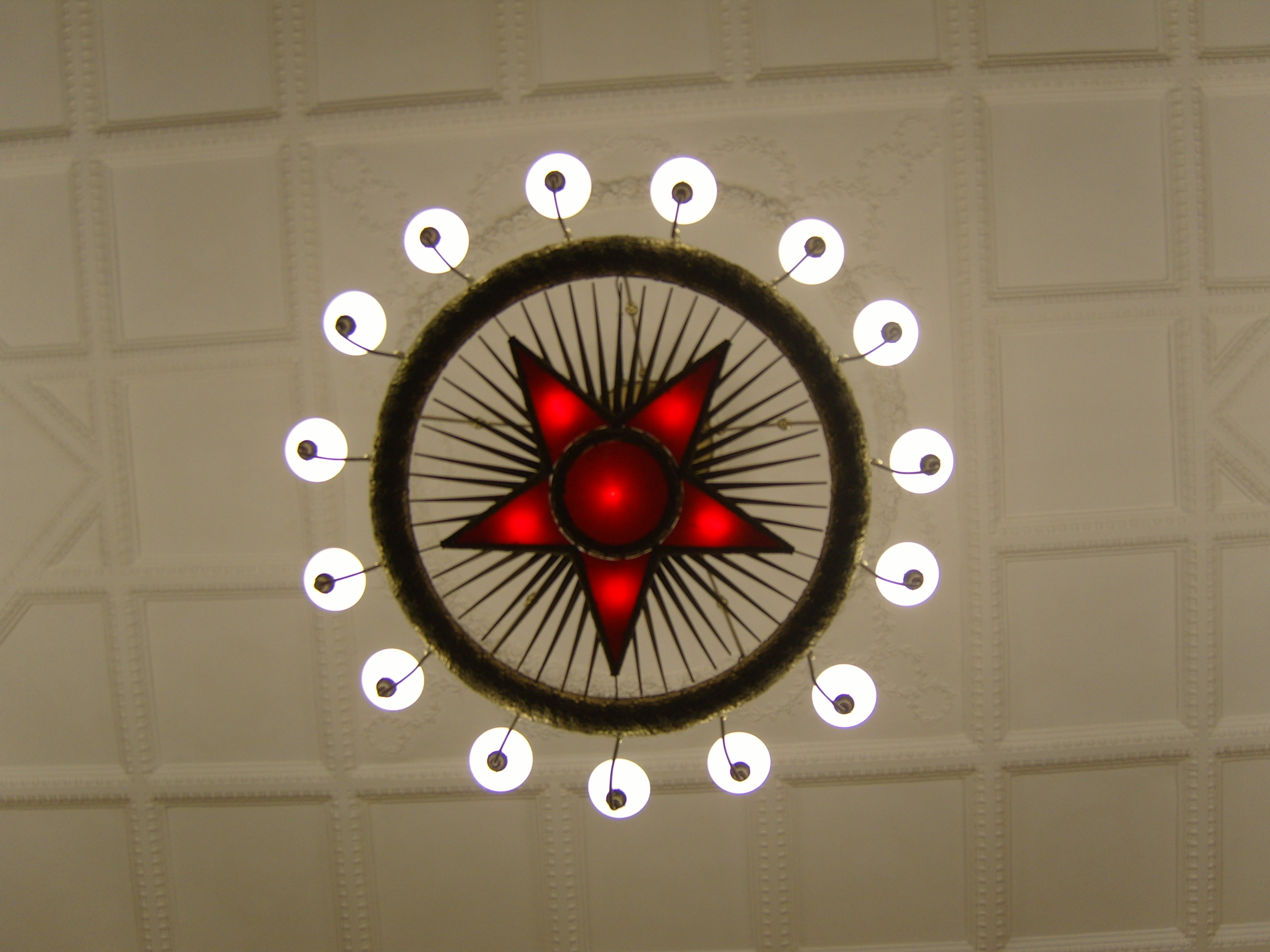
Люстра в реконструированном вестибюле
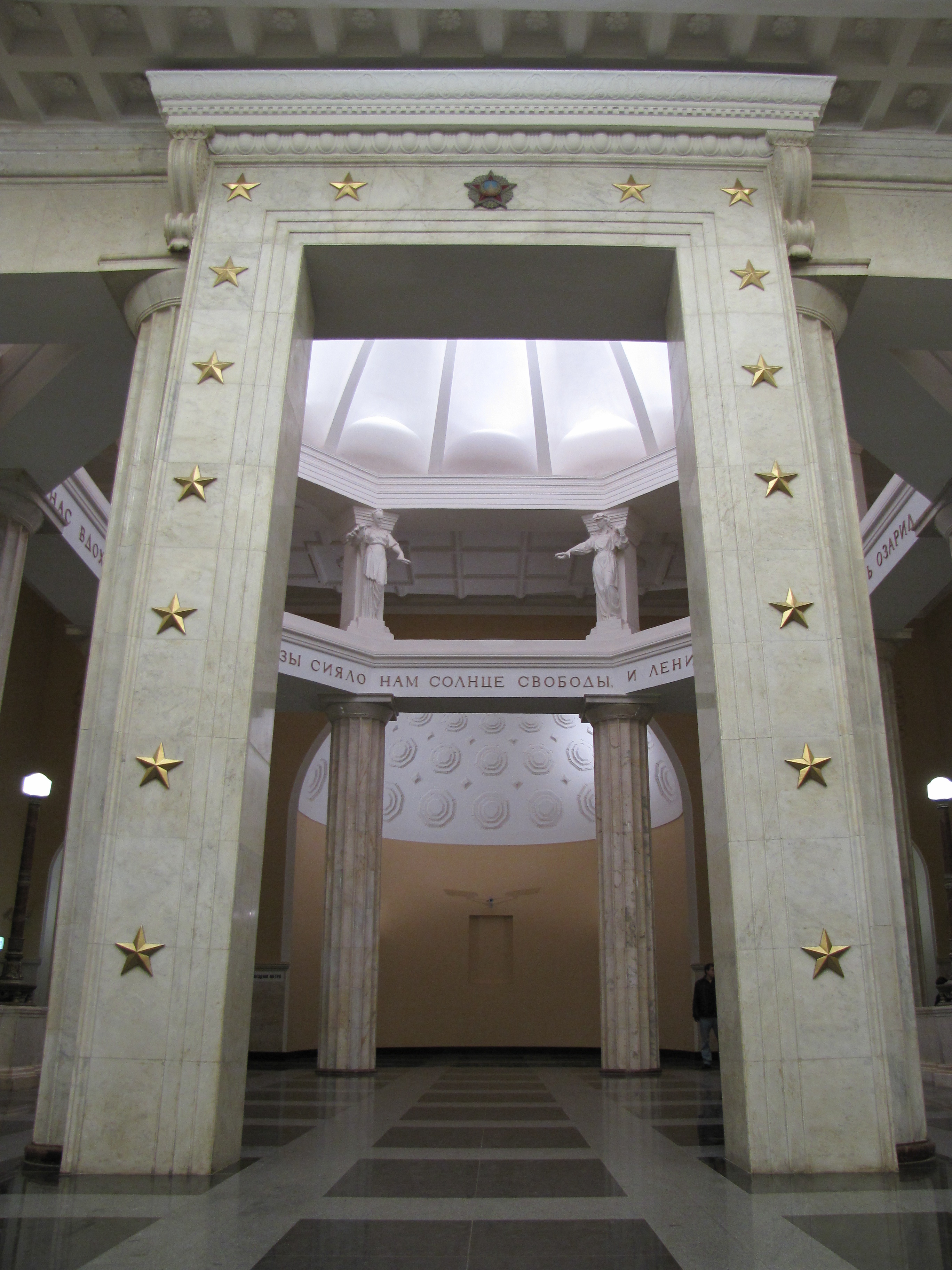
Врата Победы в вестибюле

Южный вестибюль станции, общий с «Чкаловской», расположен в углу площади Курского вокзала. Он представляет собой большую прямоугольную подземную площадь с низким плоским потолком, опирающимся на множество массивных круглых колонн круглого и квадратного сечений. В подвесных потолках установлены световые кессоны, которые имеют вид кругов разного диаметра. Два самых больших кессона находятся перед арками эскалаторных тоннелей, которые расположены по противоположным коротким стенам зала. Световые окна закрыты трубчатыми металлическими решётками. Стены и колонны облицованы серым и белым мрамором. Эскалаторный и кассовый залы окружены несколькими коридорами и аванзалами. В аванзалы с площади ведут два лестничных спуска и пандус.

### Станционные залы
Конструкция станции — колонная трёхсводчатая глубокого заложения. В конструкции использована сборная чугунная обделка. Центральный свод и своды боковых тоннелей опираются каждый на свой ряд колонн, установленных рядом. В центральной части станции, вблизи лестничного перехода на Арбатско-Покровскую линию, колонны заменены пилонами.
Станция «Курская» является одной из двух крупнейших станций Московского метрополитена (вместе с «Комсомольской»).
Центральный зал напоминает древнеримский зал базиликального типа. Пилоны и колонны дорического ордера покрыты светлым мрамором «коелга». Люстры по оформлению перекликаются с древнеримскими люстрами-светильниками, напоминающими снизу солнце.
Покрытие пола — красный и серый гранит. На полу были сделаны крупные геометрические узоры. Авторы проекта станции архитекторы Г. А. Захаров и З. С. Чернышёва были удостоены Сталинской премии. В основаниях свода центрального зала по всей длине проходят узкие металлическим фризы с филигранным орнаментом.
Литая фигурная золочёная решётка на путевой стене имеет надпись «Курская Большого Кольца 1945—1949», напоминая о проекте развития метро 1947 года, в соответствии с которым планировалось создание малой кольцевой линии метрополитена приблизительно в рамках Бульварного кольца, путём замыкания дважды пересекающихся Дзержинско-Серпуховского и Калужско-Тимирязевского диаметров.

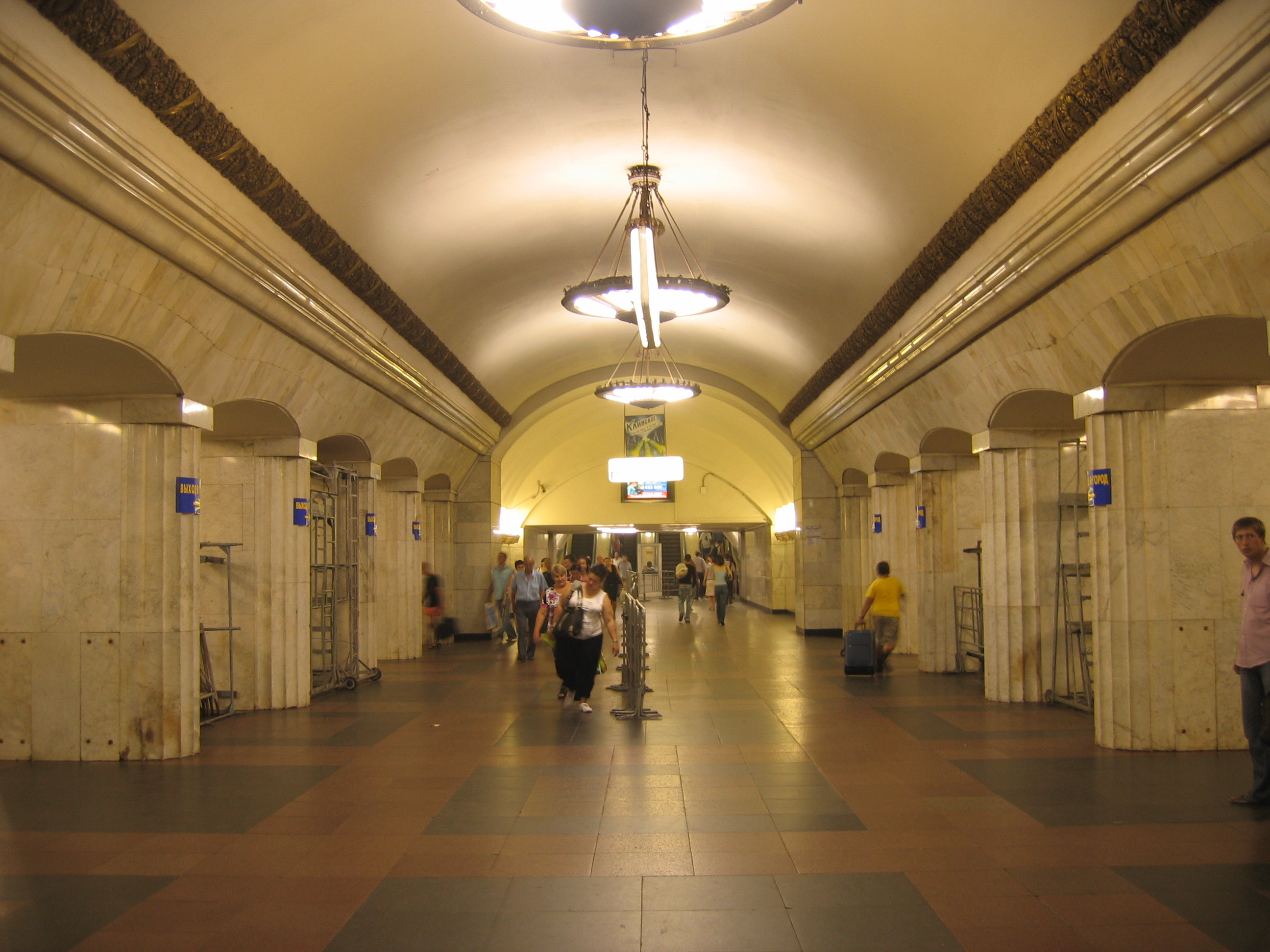
Зал станции. 18 августа 2008 года
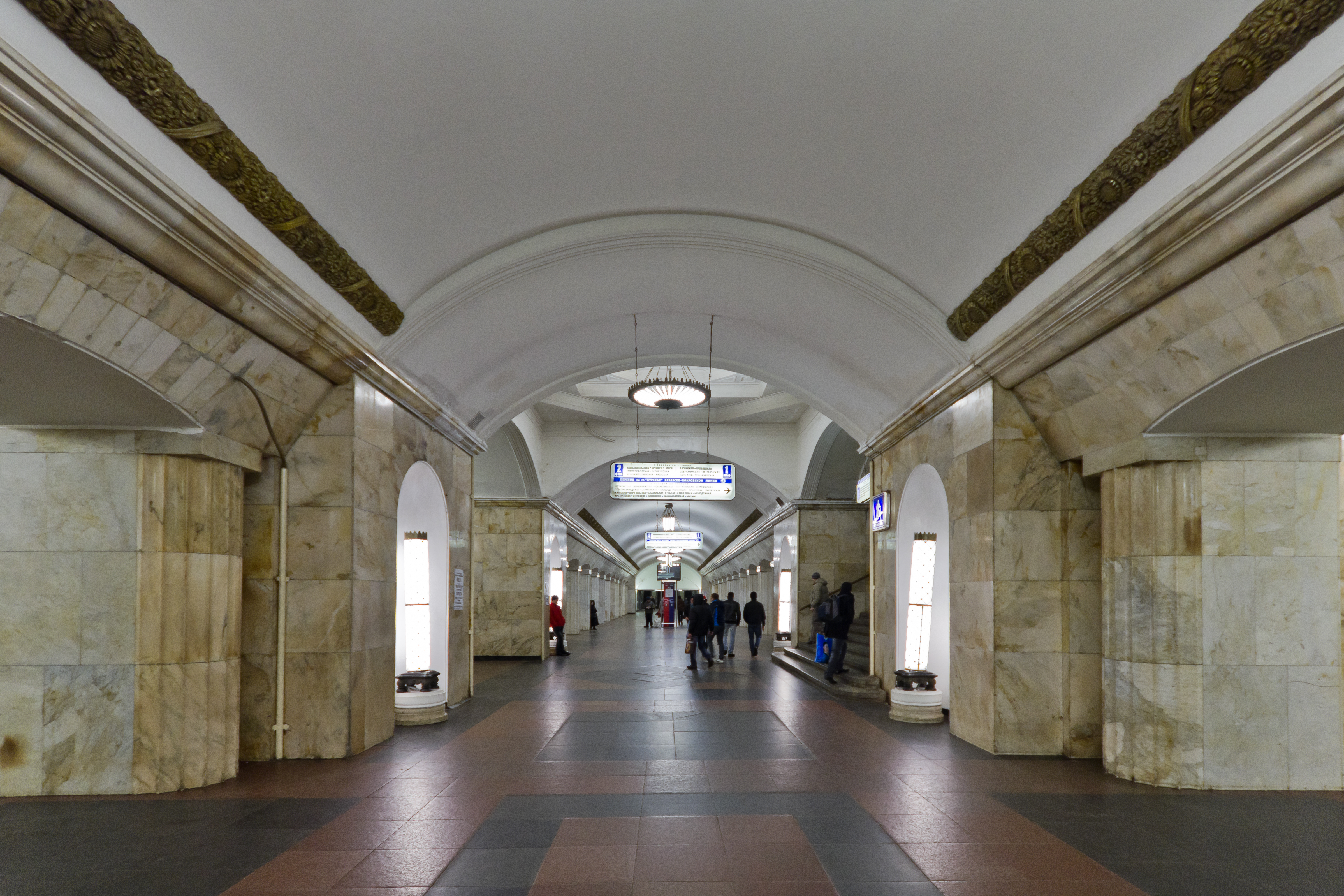
Зал станции. 1 января 2012 года
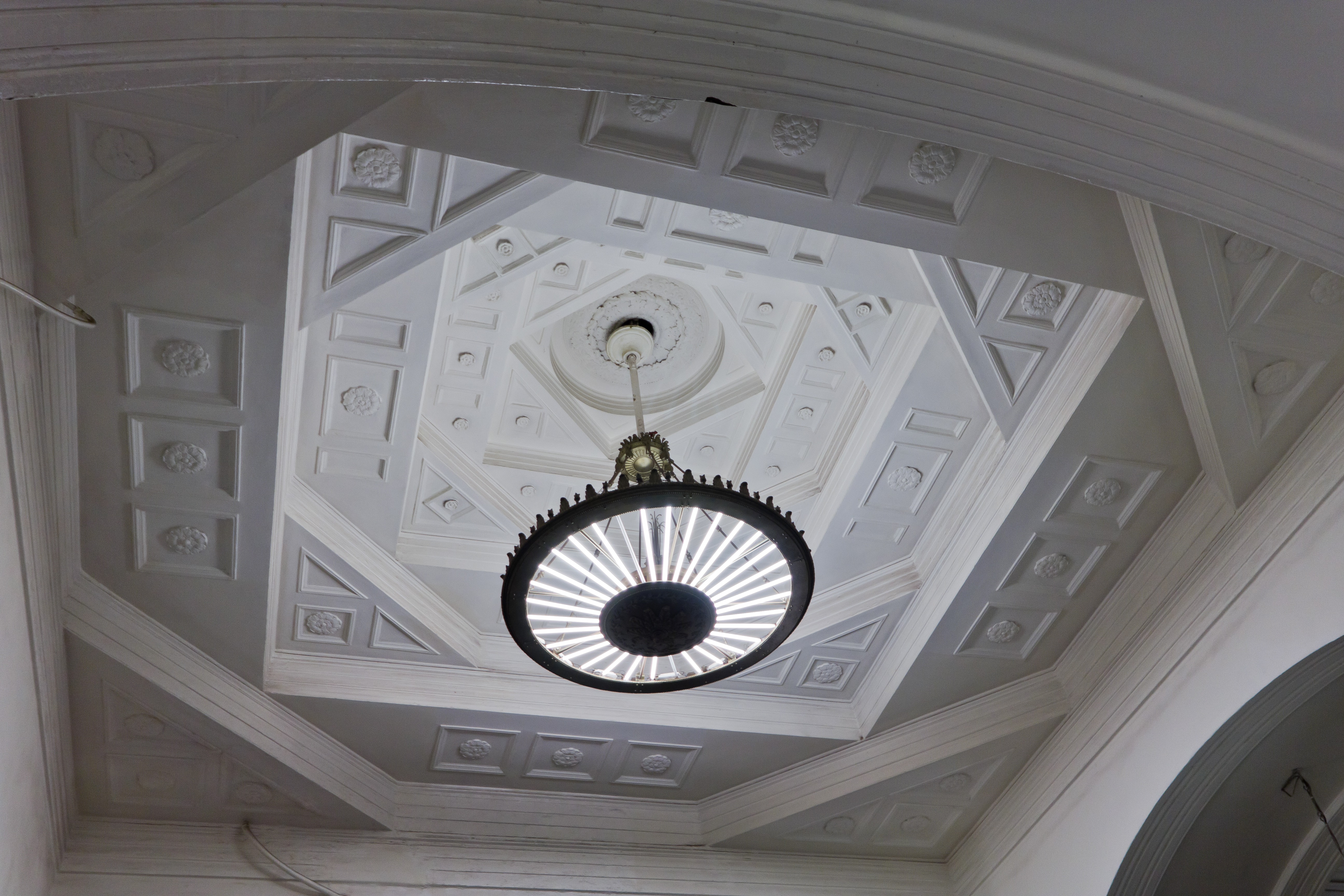
Кессон в центре зала
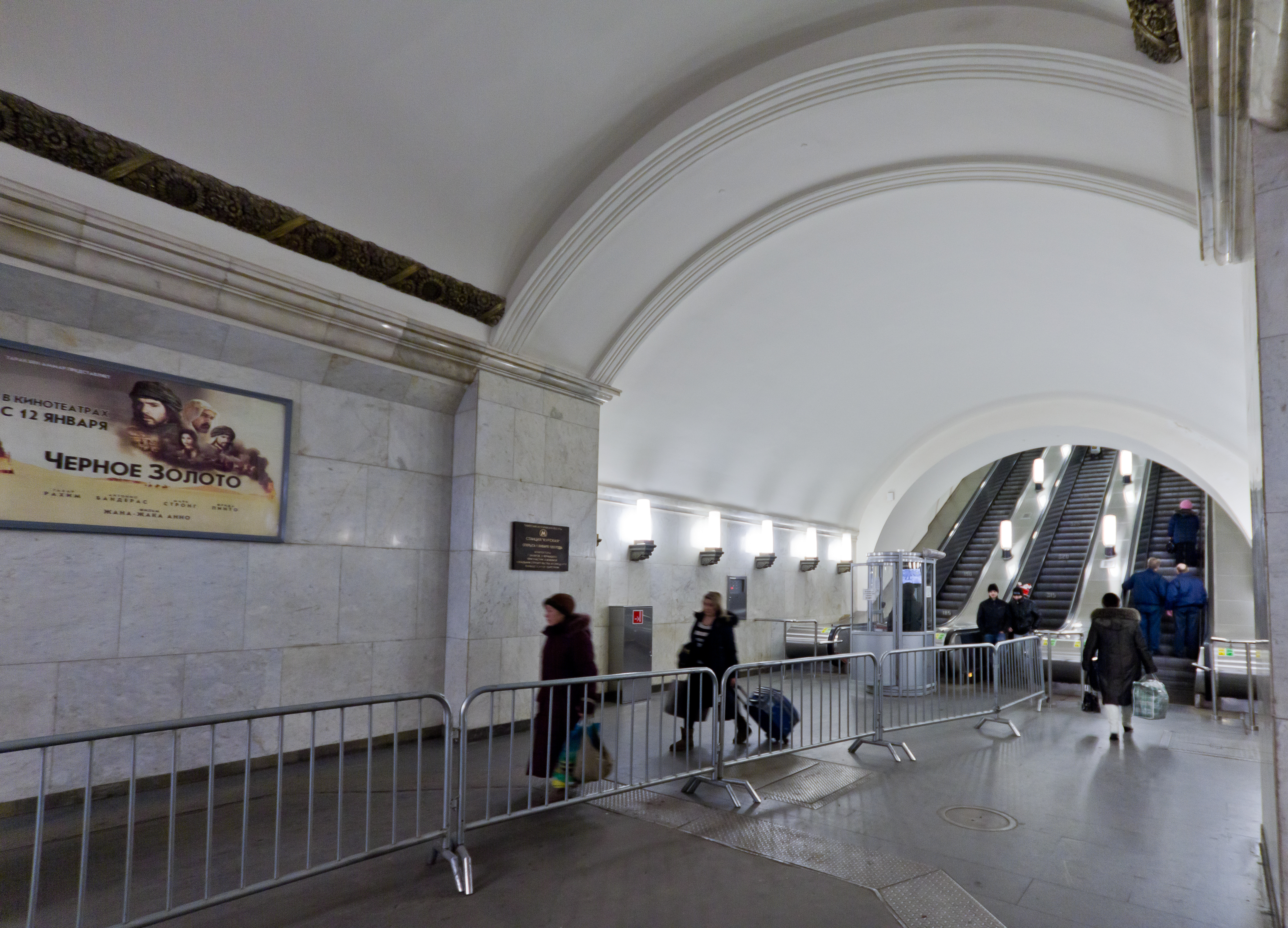
Переход на «Чкаловскую»
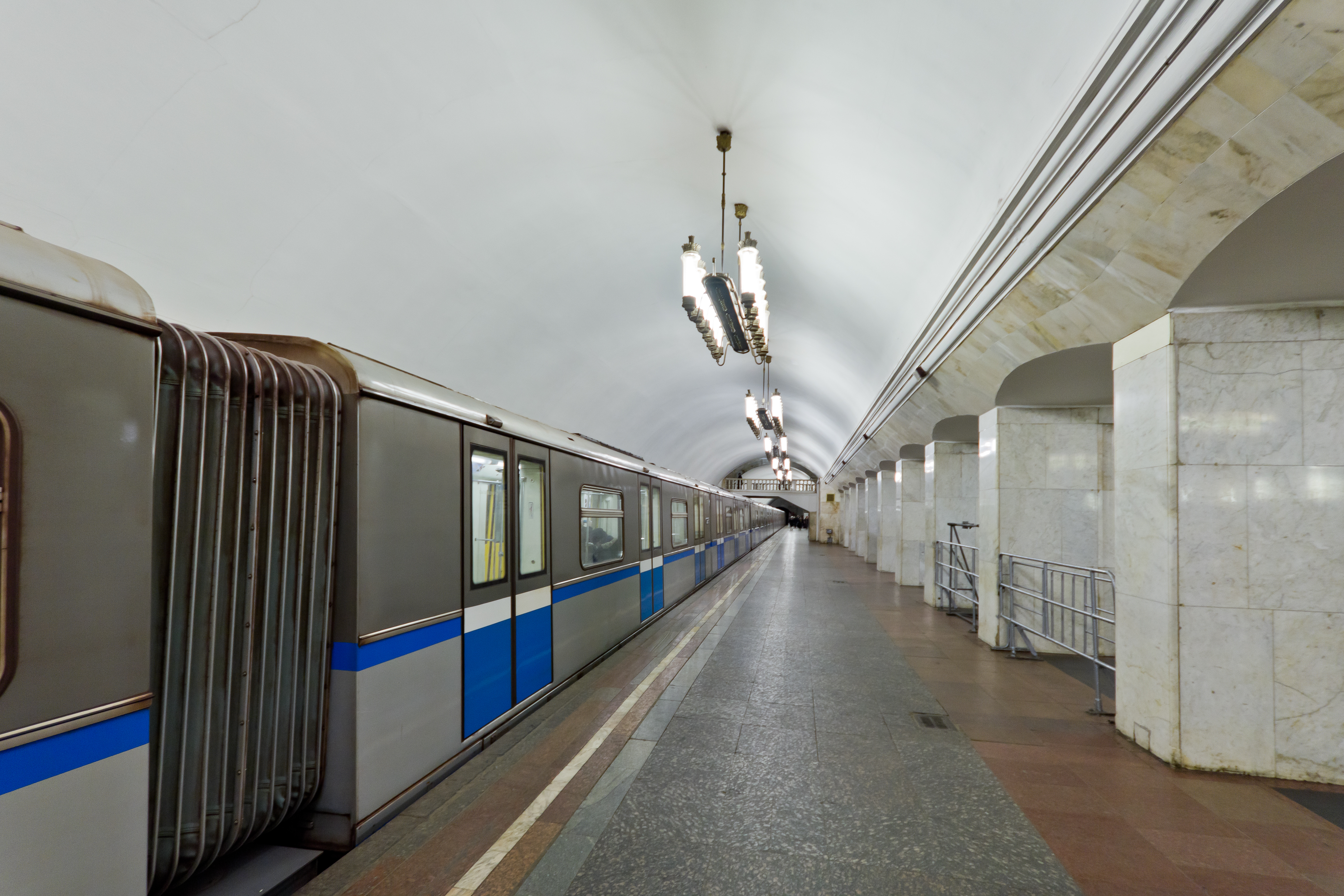
Посадочная платформа
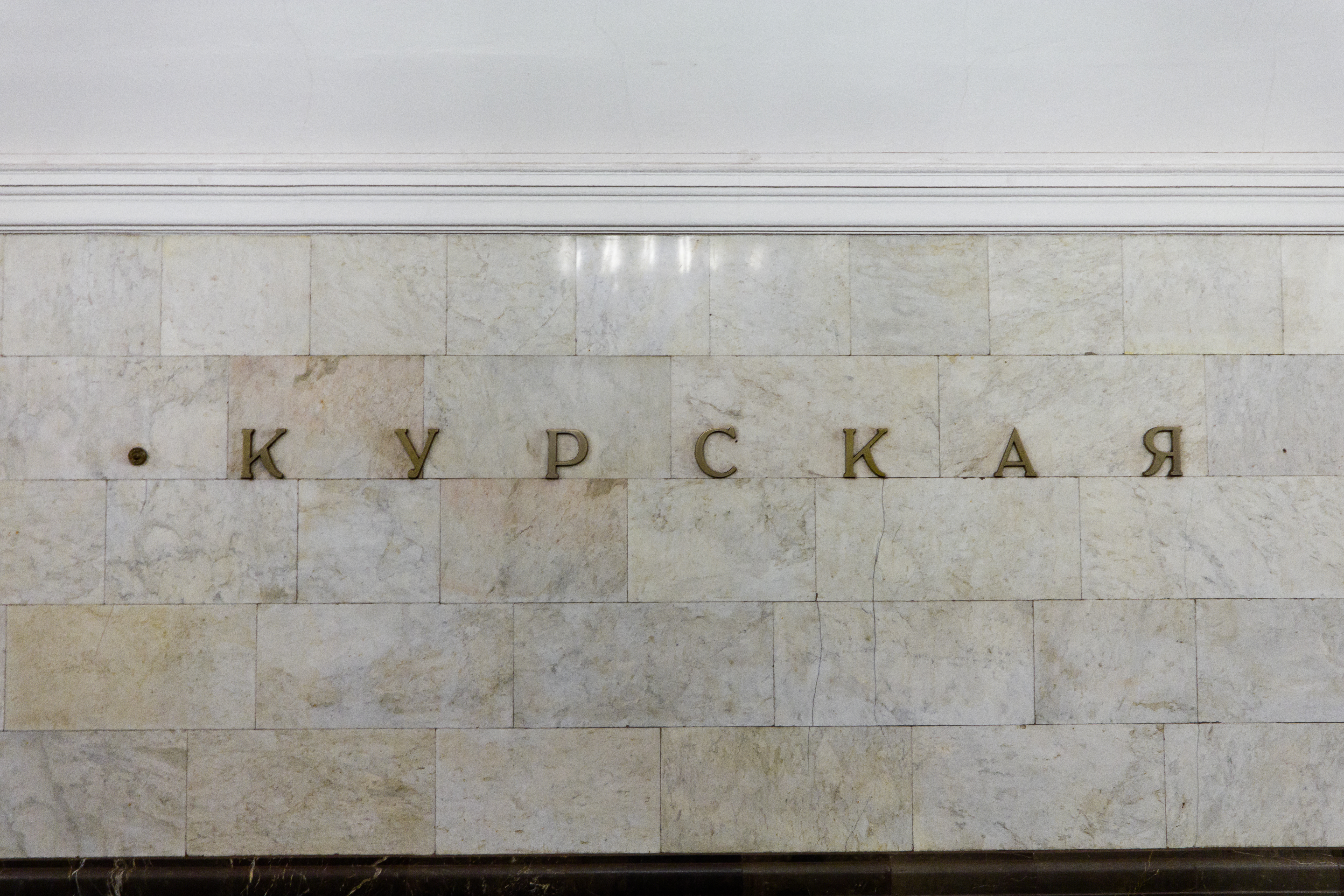
Название станции на путевой стене
Медальон на путевой стене

### Переход на Арбатско-Покровскую линию
Переход на станцию «Курская» Арбатско-Покровской линии находится в центре зала. Переход начинается лестницей на мостик через платформу, от которой отправляются поезда в сторону «Таганской». Затем длинный коридор, из которого можно попасть в переходную камеру с лестницами на спуск (южная) и на подъём (северная).

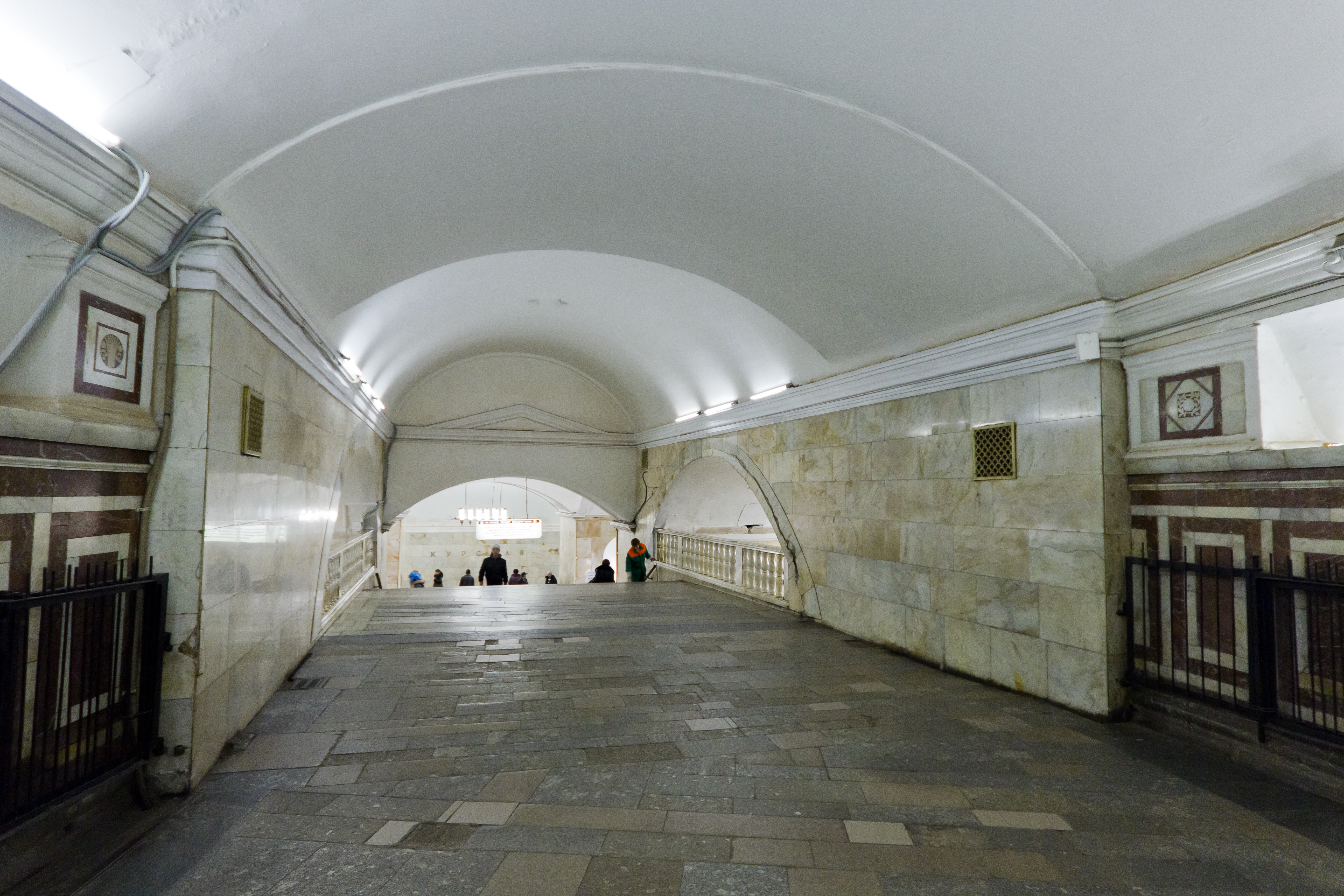
Переход на АПЛ
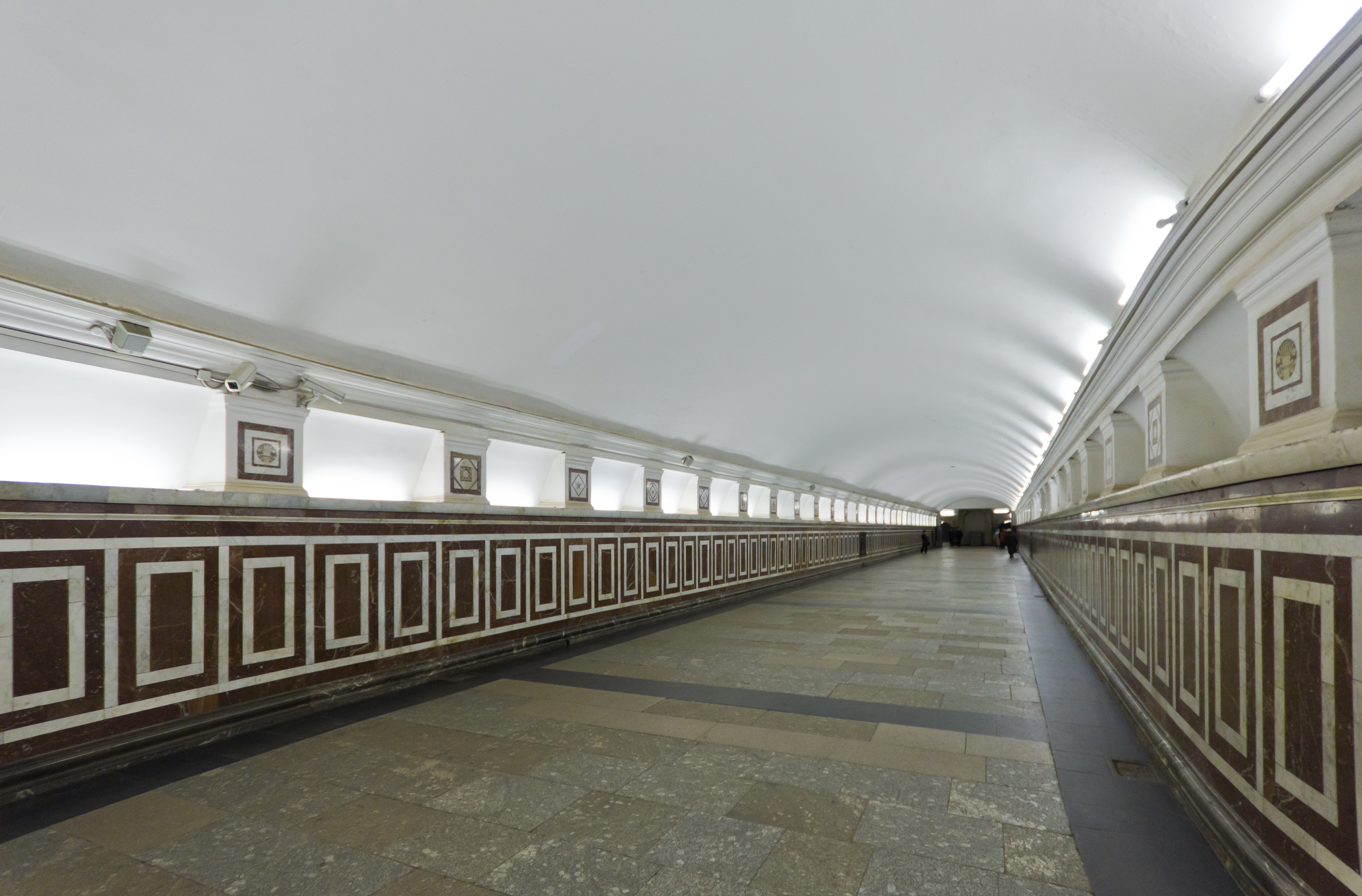
Медальон на стене перехода

## Путевое развитие

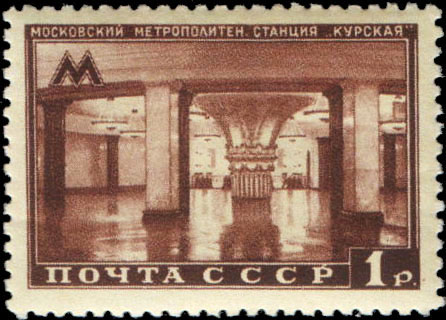
Почтовая марка СССР, «Ст. м. „Курская“», 1950, ЦФА № 1542.

За станцией между главными путями расположен пункт технического обслуживания составов, от которого отходит соединительная ветвь на Люблинскую линию. Эта ветвь используется для служебных перевозок и для перегонки составов с одной линии на другую.

## Станция в цифрах
- Код станции — 071[1].
- Пикет ПК9+52[19].
- Глубина заложения — 40 метров[20].
- В марте 2002 года пассажиропоток по входу составлял 61 700 человек[21].

- Время открытия станции для входа пассажиров — 5 часов 30 минут, время закрытия — в 1 час ночи[22].
- Таблица времени прохождения первого поезда через станцию[23]:

| По чётным числам                  | Будние дни | Выходные дни |
| По нечётным числам                | Будние дни | Выходные дни |
| В сторону станции «Комсомольская» | 05:40:00   | 05:41:00     |
| В сторону станции «Комсомольская» | 05:51:00   | 05:52:00     |
| В сторону станции «Таганская»     | 05:45:00   | 05:44:00     |
| В сторону станции «Таганская»     | 05:47:00   | 05:47:00     |

## Расположение
Станция метро «Курская» Кольцевой линии расположена между станциями «Комсомольская» и «Таганская». Наземный вестибюль находится в здании, примыкающем к Курскому вокзалу. Южный подземный вестибюль, общий со станцией «Чкаловская», находится под площадью Курского Вокзала.

### Железнодорожный транспорт
Курский вокзал обслуживает поезда дальнего следования восточного, южного, западного и северо-западного направлений. От Курского вокзала начинается Курское и Горьковское направление Московской железной дороги.
Пригородные поезда от вокзала следуют по Курскому, Горьковскому, Смоленскому и Рижскому направлениям.

### Наземный общественный транспорт
На этой станции можно пересесть на следующие маршруты городского пассажирского транспорта:
- Автобусы: 024, 40, Б
- Трамваи: 2, 4, 32

## Станция в культуре
- Станция «Курская» упоминается в постапокалиптическом романе Дмитрия Глуховского «Метро 2033». Согласно книге, станция входила в состав Содружества станций Кольцевой линии, чаще именуемого Ганзой. Жители этой станции, как и всего содружества, живут за счёт торговли и взимания пошлин с торговцев[25].
- На станции были сняты эпизоды фильмов «Алёша Птицын вырабатывает характер», «Застава Ильича», «Игра воображения»[26].
- Станция «Курская» фигурирует в клипе «The Lonely One» голландской евродэнс-группы Alice Deejay.
- На станции происходит ряд миссий в компьютерной игре «Симбионт».